# En het leven gaat door
En het leven gaat door (Perzisch: زندگی و دیگر هیچ, Zendegi va digar hich) is een Iraanse dramafilm uit 1991 onder regie van Abbas Kiarostami.

## Verhaal
Na een aardbeving in de Iraanse provincie Gilan reizen de regisseur en diens zoon Puya naar het rampgebied. Ze gaan er op zoek naar de acteurs, die een paar jaar voordien hebben meegespeeld in de film Waar is het huis van mijn vriend? van de regisseur. Tijdens hun speurtocht ontdekken ze hoe mensen die hun hele bestaan verloren in een natuurramp toch sterk genoeg zijn om verder te gaan met hun leven.

## Rolverdeling
| Acteur            | Personage |
| ----------------- | --------- |
| Farhad Kheradmand | Regisseur |
| Buba Bayour       | Puya      |